# Cichlasoma urophthalmus
 Cichlasoma urophthalmus és una espècie de peix de la família dels cíclids i de l'ordre dels perciformes.

## Morfologia
Els mascles poden assolir els 39,4 cm de longitud total.

## Distribució geogràfica
Es troba a l'Amèrica Central: vessant atlàntica des de Mèxic fins a Nicaragua.